# サンドラ・テュークスベリー
サンドラ・テュークスベリー（英語: Sandra Tewkesbury、1942年2月14日 - 1962年6月5日）は、カナダ、チャタム出身のフィギュアスケート選手（女子シングル）。1960年スコーバレーオリンピックカナダ代表。
1962年6月5日、オンタリオ州、ゲルフにて自動車の交通事故により亡くなる。

## 主な戦績
| 大会/年      | 1958-59 | 1959-60 |
| ------------ | ------- | ------- |
| オリンピック |         | 10      |
| 世界選手権   | 10      |         |
| カナダ選手権 | 3       |         |